# Сто років самотності (серіал)
«Сто років самотності» (ісп. Cien años de soledad) — колумбійський телесеріал у стилі магічного реалізму, заснований на однойменному романі 1967 року Габріеля Гарсіа Маркеса. Серіал складатиметься з шістнадцяти епізодів на «Netflix». Прем'єра перших восьми серій вийшли 11 грудня 2024 року.

## Сюжет
Сюжет розповідає про сім поколінь родини Буендіа, що живуть у містечку Макондо в любові, забутті та невідворотності свого минулого і своєї долі.

## Актори та персонажі
- Дієго Васкес — Хосе Аркадіо Буендіа
  - Марко Антоніо Гонсалес Оспіна — молодий Хосе Аркадіо Буендіа
- Марлейда Сото — Урсула Ігуаран
  - Сусана Моралес Каньяс — юна Урсула
- Клаудіо Катаньо — полковник Ауреліано Буендіа
  - Херонімо Ечеверріа Монсалве — дитина Ауреліано
  - Херонімо Барон Лєнцова — підліток Ауреліано
  - Санті Васкес — підліток Ауреліано
- Лорен Софія — Амаранта
  - Луна Руїс Хіменес — молода Амаранта
- Джанер Вільярреал — Аркадіо
  - Хуан Едуардо Флорідо — молодий Аркадіо
- Акіма — Ребека
  - Ніколь Монтенегро Санчес — молода Ребека
- Вінья Мачадо — Пілар Тернера
- Морено Борха — Мелькіадес
- Руджеро Паскуареллі — П'єтро Креспі
- Едгар Вітторіно — Хосе Аркадіо
  - Тьяго Паділья — дитина Хосе Аркадіо
  - Андріус Леонардо Сото — підліток Хосе Аркадіо
- Хелбер Сепульведа Ескобар — Пруденсіо Агілар
- Хайро Камарго — Аполінара Москоте
- Жаклін Ареналь — Леонор Москоте
- Крістал Апарісіо — Ремедіос Москоте
- Елла Бесерра — Петроніла
- Сальвадор дель Солар — генерал Монкада

## Список епізодів
| № серії | Назва серії                                                  | Режисер(и)        | Оригінальна дата виходу |
| --- | ------------------------------------------------------------ | ----------------- | ----------------------- |
| 1 | «Макондо»                                                    | Alex García López | 11 грудня 2024          |
| Кузени Хосе Аркадіо Буендіа та Урсула Ігуаран одружуються всупереч волі сім’ї. Урсула відмовляється від шлюбу, побоюючись, що їхні діти народяться з вродженими дефектами. Після того як Хосе Аркадіо вбиває Пруденсіо Агілара на дуелі, його та Урсулу переслідує привид Пруденсіо, що змушує їх покинути місто та шукати новий дім. Хосе Аркадіо, Урсула та кілька їхніх друзів мандрують пустелею, під час якої Урсула народжує хлопчика на ім’я Хосе Аркадіо. Зрештою вони засновують невелике село Макондо, де їх відвідують Мелькіадес та його група циган. Завдяки винаходам Мелькіадеса Хосе Аркадіо замикається, занурюючись у науку та дослідження, тоді як Урсула народжує другого сина, Ауреліано. |                                                              |                   |                         |
| 2 | «Наче землетрус» (Es como un temblor de tierra)              | Alex García López | 11 грудня 2024          |
| Ауреліано бачить видіння щодо війни, а Хосе Аркадіо-молодший зустрічає жінку. Одержимість алхімією Хосе Аркадіо змушує Урсулу шукати способи заробляти гроші для родини. |                                                              |                   |                         |
| 3 | «Дагеротипія Бога» (Un daguerrotipo de Dios)                 | Alex García López | 11 грудня 2024          |
| Через дивну дівчину в Макондо починається епідемія. Камера Мелькіадеса захоплює Хосе Аркадіо. Ребека й Амаранта змагаються за увагу П’єтро. |                                                              |                   |                         |
| 4 | «Каштанове дерево» (El castaño)                              | Laura Mora        | 11 грудня 2024          |
| Новий мер із сім’єю влаштовуються в Макондо. Ауреліано вперше закохується, а Хосе Аркадіо втрачає розум через смерть близької людини. |                                                              |                   |                         |
| 5 | «Ремедіос Москоте»                                           | Laura Mora        | 11 грудня 2024          |
| Аркадіо стає директором школи, а Пілар розповідає Ауреліано важливу новину. Ремедіос приносить щастя всім у домі Буендіа, але потім стається трагедія. |                                                              |                   |                         |
| 6 | «Полковник Ауреліано Буендіа» (El coronel Aureliano Buendía) | Laura Mora        | 11 грудня 2024          |
| Хосе Аркадіо-молодший повертається й приголомшує всіх своєю волелюбністю, зокрема Ребеку. На тлі політичної напруги Ауреліано стає лідером революціонерів. |                                                              |                   |                         |
| 7 | «Аркадіо й ліберальний рай» (Arcadio y el paraíso liberal)   | Alex García López | 11 грудня 2024          |
| Аркадіо запроваджує в Макондо ліберальні порядки, а Ауреліано намагається забрати полковника в консерваторів. Війна нарешті сягає міста. |                                                              |                   |                         |
| 8 | «Нападало стільки квітів» (Tantas flores cayeron del cielo)  | Alex García López | 11 грудня 2024          |
| Роки потому Ауреліано розкриває свої плани із завоювання Макондо, а Урсула з розбитим серцем усвідомлює правду про свою сім’ю. |                                                              |                   |                         |

## Виробництво
Для зйомок команда з нуля створила 4 версії міста Макондо, щоб передати автентичність плину часу.
Основні споруди Макондо та будинку Буендіа були розташовані на ділянці під назвою «Фінка Арізона» в Колумбії.
Вулиці міста були розташовані на рівнині площею 520 000 квадратних метрів, а шатро, під яким розташований дім родини Буендіа, займало приблизно 800 квадратних метрів.